# Arkhé
Arkhé: kezdet, őselv, ősforma, ősanyag. Az összes létezőnek közös ősoka.
Az első filozófiai elméletek keresik azt a valamit, amiből a kozmosz, a harmonikus, szabályosan működő világegyetem kialakult, amire működésének elvei, mint egységes alapelvre, visszavezethetők, és az összes létezőnek közös ősoka. Ez az ősok, őselv, ősanyag az arkhé, mely egyrészt a dolgok sokaságának alapja, mint egységes ősanyag, másrészt a tapasztalható változások indítóoka is. Az arkhéra mint ősokra a preszókratikus gondolkodóknál gyakran használják a princípium kifejezést is. Itt a létezés és a létesülés alapját, okát jelenti a kifejezés.
A különböző preszókratikus gondolkodók között nincs szoros egyetértés az arkhé mibenlétét illetően. Különböznek abban, hogy hány arkhét határoznak meg (egyet, kettőt, hármat, négyet vagy többet), hogy mozdulatlannak vagy mozgónak tartják, azonos neműeknek vagy ellentétes neműeknek.Szabadbölcsészet: Fogalomtár etika szakosoknak A milétoszi filozófusok kozmológiájában központi helyet foglal el az arkhé meghatározása. Milétoszi Thálész szerint az arkhé a víz. Szerinte minden vízből van, és az arkhét élőnek és önmagától mozgónak tartja. Tanítványa: milétoszi Anaximandrosz arkhénak az apeiront nevezi ki. Nehezebben behatárolható, mit ért az apeiron alatt: végtelent, meghatározhatatlant, határtalant. Milétoszi Anaximenész a levegőt jelöli meg arkhéként. A levegő az az ősanyag, melynek sűrűsödésével keletkezik a hideg (pl.: víz, föld, kő), ritkulásával pedig a meleg (pl.: tűz). Az emberek is részesülnek ebből az alapelvből, mivel a lélek is levegőből áll. Kolophóni Xenophanész szerint minden földből és vízből ered. Akragaszi Empedoklész négy elemet tekint arkhénak: a vizet, a földet, a tüzet és a levegőt. Ezeket a Szeretet és a Viszály mozgatja, a Szeretet hatalma alatt egységet képeznek, a Viszály azonban szétválasztja őket, és a két erő harca során keletkeznek az elemekből a konkrét dolgok. Klazomenai Anaxagorász szerint végtelen sok, minőségileg különböző alapanyag létezik, és a dolgokat ezen anyagok jellegzetes keverési aránya határozza meg.